# Монтезовер (Тренто)
Монтезовер је насеље у Италији у округу Тренто, региону Трентино-Јужни Тирол.
Према процени из 2011. у насељу је живело 276 становника. Насеље се налази на надморској висини од 1133 м.